# Przyjaciel wesołego diabła (film)
Przyjaciel wesołego diabła – polski film przygodowy dla dzieci z 1986 roku w reżyserii Jerzego Łukaszewicza. Ekranizacja powieści Kornela Makuszyńskiego Przyjaciel wesołego diabła z 1930 roku.
Zdjęcia do filmu kręcono: w Łęczycy, na zamku w Mirowie w Jurze Krakowsko-Częstochowskiej oraz na zamku Krzyżtopór w Ujeździe.

## Obsada
- Waldemar Kalisz – Janek
- Piotr Dziamarski – Piszczałka
- Franciszek Pieczka – Witalis
- Zbigniew Grabski
- Janusz Sterniński
- Marian Zdenicki
- Krystyna Lech-Mączka

## Nagrody
- 1987:
  - Nagroda Szefa Kinematografii za twórczość filmową – w dziedzinie filmu fabularnego za rok 1986 – Jerzy Łukaszewicz
  - Nagroda Szefa Kinematografii za twórczość filmową – w dziedzinie filmu fabularnego za rok 1986 – Stanisław Lenartowicz
  - 12. Festiwal Polskich Filmów Fabularnych w Gdyni – nagroda "Agfa-Gevaert" za zdjęcia – Jerzy Łukaszewicz
- 1988:
  - 10 Ogólnopolski Festiwal Filmów Widowisk Telewizyjnych dla Dzieci i Młodzieży w Poznaniu – Poznańskie Koziołki w kategorii fabularnych filmów aktorskich – Jerzy Łukaszewicz
  - 10 Ogólnopolski Festiwal Filmów Widowisk Telewizyjnych dla Dzieci i Młodzieży w Poznaniu – Nagroda za efekty specjalne – Stanisław Lenartowicz
  - 10 Ogólnopolski Festiwal Filmów Widowisk Telewizyjnych dla Dzieci i Młodzieży – Nagroda za efekty specjalne za projekt i wykonanie postaci Piszczałki – Waldemar Pokromski